# Finse Wikipedia
De Finstalige uitgave van Wikipedia (Fins: Suomenkielinen Wikipedia) is de editie van Wikipedia in het Fins. Het is de vijftiende grootste Wikipedia qua aantal artikelen met meer dan 250.000 artikelen (februari 2011).
De Finstalige Wikipedia is eind december 2002 opgericht, maar bleef in een primitieve staat tot ver in 2003. De ontwikkeling nam toe nadat de MediaWiki-software verder werd ontwikkeld naar de fase III in eind november 2003 en bleef stijgen tot 2004. In de lente van 2005 begon de ontwikkeling weer sterk te stijgen, waarschijnlijk omdat de media-aandacht schonk aan de internet-encyclopedie.
Het relatief kleine aantal artikelen komt door het kleine aantal Finse moedertaalsprekers, de waarschijnlijk onbestaande Finse niet-moedertaalsprekers en het hoge aantal moedertaalsprekers die ook vloeiend Engels spreken. Echter, de verhouding van aantal artikelen gerelateerd aan het aantal sprekers van Fins is behoorlijk hoog.

## Mijlpalen
- 350.000 artikelen - 9 juli 2014
- 300.000 artikelen - 26 juni 2012
- 200.000 artikelen – 12 april 2009
- 100.000 artikelen -11 februari 2007
- 90.000 artikelen - 7 december 2006
- 80.000 artikelen - 27 september 2006
- 70.000 artikelen - 12 juli 2006
- 60.000 artikelen - 1 mei 2006
- 50.000 artikelen - 21 februari 2006
- 40.000 artikelen - 6 december 2005
- 30.000 artikelen - 16 augustus, 2005
- 20.000 artikelen - 27 april 2005
- 10.000 artikelen - 14 oktober 2004
- 1.000 artikelen - september 2003